# Niclas Malmberg

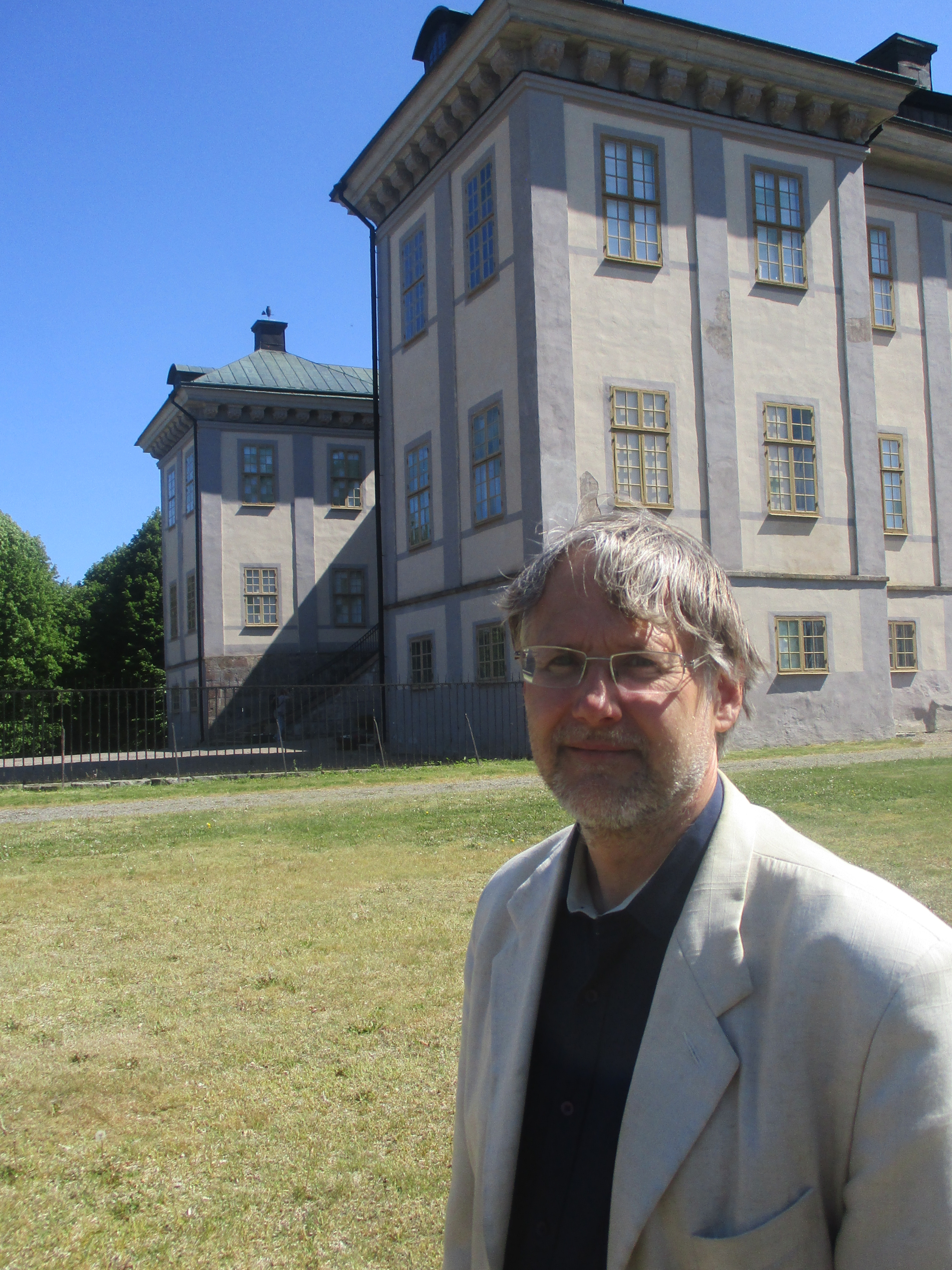
Malmberg tjänstgör vid Salsta 2023.

Niclas Fredrik Olof Malmberg, född 4 maj 1970 i Uppsala, är en svensk politiker (miljöpartist), som var ordinarie riksdagsledamot 2014–2018, invald för Uppsala läns valkrets. Han har varit kultur- och mediepolitisk talesperson för Miljöpartiet.

## Biografi
Malmberg har examen som vetenskapsjournalist från JMK, och har bland annat arbetat som redaktör på Östhammars nyheter och Uppsala fria tidning. Under åren 1995–1997 var Malmberg sammankallande i Grön Ungdoms förbundsstyrelse.
Han var kommunalråd i Uppsala mellan 2002 och 2010 för Miljöpartiet. Mellan 2007 och 2020 var Malmberg ledamot i Förvaltningsstiftelsen för Sveriges Radio, Sveriges Television och Utbildningsradion, och åren 2009–2021 ledamot i presstödsnämnden. Han har medverkat i ett antal statliga utredningar: 
Mångfald och räckvidd (SOU 2006:8)
Ändrade mediegrundlagar (SOU 2016:58)
Finansiering av public service (SOU 2017:79)
Ett oberoende public service for alla (SOU 2018:50)
Ett ändamålsenligt skydd for tryck- och yttrandefriheten (SOU 2020:45)
Sedan 2013 är han styrelseledamot i Sveriges vindkraftskooperativ, där han sedan 2024 också är ordförande. Han är sedan 2020 också styrelseledamot i Alla tiders slott och kultur AB, som driver verksamhet på Salsta slott, norr om Uppsala, och sedan 2018 vice ordförande i riksförbundet VISIR (Vi som inte röker), för vilket han gjort en rapport om tobaksindustrins miljöpåverkan. 
Han har också verkat som redaktör och skribent, och bland annat skrivit en lärobok om klimatfrågan riktad till barn och ungdomar, Lilla klimatboken, och musiksagan "Operation rädda parken".
I april 2023 valdes Malmberg till ny styrelseordförande för Republikanska föreningen. Han har tidigare gått i spetsen för motioner i riksdagen om att införa republik i Sverige
Han har varit ordförande för Miljöpartiet de Gröna i Uppsala län 2000-2003 samt 2015-2021. Han är sedan 2019 vice ordförande i det regionägda bussbolaget Gamla Uppsala Buss.

## Debattartiklar
I september 2017 publicerade Upsala Nya Tidning en debattartikel av Malmberg där han argumenterade för att budgetpropositionen för 2018 var det "absolut största gröna genomslaget i svensk politik någonsin", eftersom anslaget till miljö- och naturvård under mandatperioden mer än dubblerats. Malmberg kommenterade flygskatten som det rådde debatt kring under året och menade att flyget, som ger stor miljöpåverkan och som dessutom ökar, självfallet måste beskattas. Det av regeringen beslutade bonus-malus-systemet för bilar förklarades och motiverades också liksom det så kallade industriklivet (stöd till industrins gröna omställning) och det utökade stödet till klimatklivet (kommunernas omställning). Han nämnde även att investeringsstödet för solceller enligt budgeten skulle öka, att alla hushåll ska ges möjlighet till "egenägd förnybar elproduktion" samt att regeringen ville främja byggandet i trä framför betong.